# Station Miasteczko Śląskie Zalew
Station Miasteczko Śląskie Zalew is een spoorwegstation in de Poolse plaats Miasteczko Śląskie.